# TUE Série 401 (RFFSA)
O TUE Série 401 (RFFSA) foi um Trem unidade elétrico que pertenceu à frota do Trem Metropolitano de São Paulo.

## História
Na década de 1970, a situação dos subúrbios ferroviários paulistas da RFFSA era alarmante. Acidentes, defeitos, vandalismo diminuíam a frota disponível e provocavam protestos da população que realizava protestos que descambavam para quebra-quebras de trens e estações. Em 1973, os trens da grande São Paulo transportaram 99 milhões de passageiros, sendo que em 1975 o número havia recuado para 92 milhões. Com essa queda de passageiros e de arrecadação, para conter a revolta popular pelo mau serviço prestado, que espantava os passageiros, a RFFSA iniciou um plano emergencial de remodelação dos subúrbios atendidos pela empresa incluindo São Paulo.
Foram adquiridos 30 trens junto à Mafersa, sendo chamados de série 401 (cujo projeto fora baseado na Série 101 da EFSJ), sendo os carros fabricados na unidade Lapa e os truques na unidade Caçapava. Estima-se que cada carro tenha custado cerca de 400 mil dólares à época.
| Ano   | Quantidade |
| ----- | ---------- |
| 1976  | 2          |
| 1977  | 28         |
| Total | 30         |

### Operação

#### RFFSA/CBTU (1976-1994)
Os dois primeiros trens foram entregues durante a cerimônia de inauguração da Estação Estudantes, em 10 de novembro de 1976. Apesar da entrega dos 30 trens ser concluída em 1978, a frota 401 teve um desempenho regular, sendo que em 1984 já se discutia sua modernização.
| Ano                               | Disponibilidade (%) |
| --------------------------------- | ------------------- |
| 1983                              | 77                  |
| 1984                              | 80                  |
| 1985                              | 84                  |
| 1986                              | 83                  |
| 1987                              | 88                  |
| 1988                              | 84                  |
| 1989                              | 71                  |
| Disponibilidade média (1983-1989) | 81 %                |

Entre 1988 e 1991 a CBTU reformou 8 trens da frota, tendo sido todos repassados para a CPTM em 1994.

### CPTM (1992-2017)

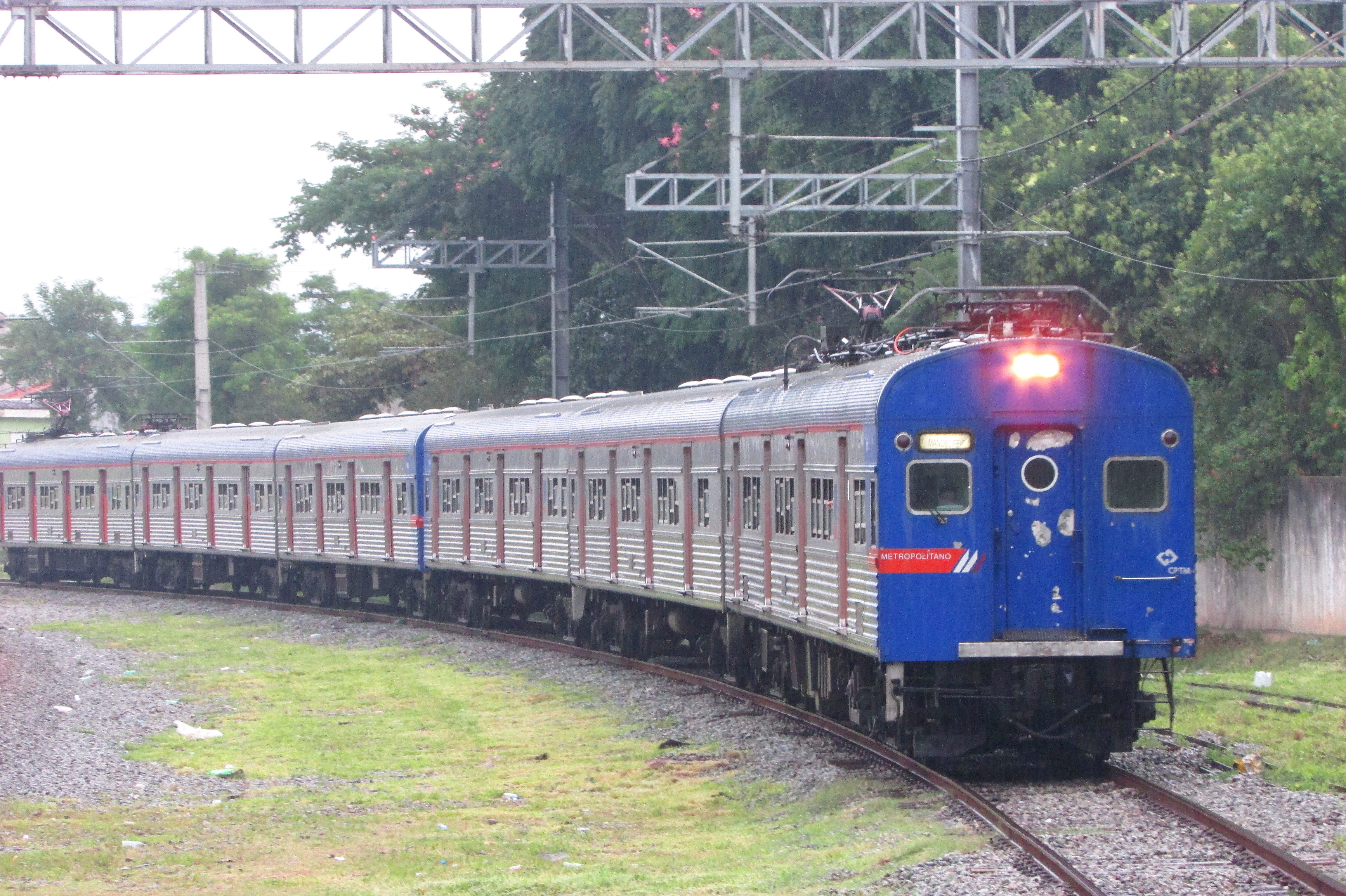
A Série 401 passou a ser denominada Série 1400 após serem repassados para a CPTM.

A CPTM assumiu as linhas, estações e frotas de trens da CBTU em 1 de julho de 1994. Isso incluiu os trens da Série 401, rebatizados Série 1400. A situação da frota da CPTM se agravou ao ponto de apenas 65% de toda a frota da CPTM estar disponível para operação em 1996. Apesar da necessidade de reforma, a Série 1400 (que completava 20 anos de operação naquele momento) foi preterida do Plano Quinquenal de Material Rodante (PQMR I), recebendo apenas revisões programadas. Em fins de 1996 as empresas GE (subsidiária GEVISA) e ABB foram contratadas por 8.930.562,87 reais para realizar a revisão geral de 6 trens-unidade das séries 401/431.
Apenas em 2004 foi lançado o PQMR II, que previu a reforma geral de 14 trens-unidade restantes (da frota original de 30). Após irregularidades, o contrato foi cancelado e apenas 4 trens-unidade foram entregues. Os trens foram empregados pela CPTM na extensão operacional da Linha 7 e e na Linha 12 até junho de 2017, quando os últimos remanescentes foram retirados de serviço, sendo substituídos por trens da Série 2000 na Linha 12 e 9500 na Linha 7.

### Modernização da frota
A modernização da frota foi projetada dentro do Programa Quinquenal de Modernização e Remobilização de Frota (PQMR II)  em 2004-também chamado popularmente de Programa Boa Viagem. A CPTM licitou a reforma de 14 trens remanescentes da Série 1400, tendo o contrato sido vencida pela empresa IESA Projetos em agosto de 2005 pelo valor de  R$ 18.967.114,63. Por conta de indícios de corrupção detectados pelo Tribunal de Contas do Estado de São Paulo (que mais tarde se revelariam no Escândalo das licitações no transporte público em São Paulo), o contrato foi julgado irregular e cancelado com 4 trens concluídos e os demais em início de modernização, totalizando 43%. Posteriormente, a CPTM decidiu sucatear os 10 trens restantes.
| Programa | Série | Trens-unidade | Licitação/contrato | Vencedora               | Situação                                                    |
| -------- | ----- | ------------- | ------------------ | ----------------------- | ----------------------------------------------------------- |
| PQMR II  | 1400  | 14            | nº 848.640.201.100 | IESA (R$ 18.967.144,63) | Julgado irregular pelo TCE-SP e cancelado com 43% executado |

## Acidentes e incidentes
- 27 de outubro de 1983 - Um trem é incendiado na Estação Jaraguá, durante os tumultos nos subúrbios da RFFSA-SP ocorridos naquele ano.[20]
- 22 de outubro de 1992 - Colisão entre trem série 401 e trem cargueiro da RFFSA deixa 4 feridos próximo à Estação Rio Grande da Serra.[21]

## Na cultura popular
- Em 1997, um dos trens da série 1400 foi utilizado como cenário do clipe da música O Trem do grupo RZO.

## TUE Série 431 (RFFSA)
O TUE Série 431 (RFFSA) foi um Trem unidade elétrico que pertenceu à Frota do Trem Metropolitano de São Paulo. 

### História
Após a fabricação dos 30 trens série 401, a RFFSA encomendou mais 40 trens de 4 carros para serem empregados nos subúrbios da RFFSA de São Paulo. A diferença da nova série para a 401 consistiu na eliminação da porta de passagem entre carros dos carros com cabine de comando. Com a crise ocorrida nos subúrbios do Rio de Janeiro, dois trens das séries 401 e 431 chegaram a ser testados em todas as linhas suburbanas do Grande Rio, porém os trens foram reprovados por terem gabarito superior ao das linhas (mais largos e altos praticamente raspavam nas plataformas das estações e coberturas das oficinas)e menor potência. Os primeiros cinco trens foram entregues em 1977, sendo nomeados Série 431: 
| Ano   | Quantidade |
| ----- | ---------- |
| 1977  | 20         |
| 1978  | 20         |
| Total | 40         |

### Operação

#### RFFSA/CBTU (1977-1994)
Os primeiros trens entraram em operação em 1977, sendo operados pela RFFSA em São Paulo até 1984. Nesse período, 7 trens foram baixados por conta de acidentes e atos de vandalismo, reduzindo a frota para 33 trens- quando foi repassada para a CBTU.
Na CBTU os trens operaram, principalmente nas linhas da Zona Leste. Durante a década de 1980 a disponibilidade da frota manteve-se alta, apesar dos problemas financeiros da CBTU. Em 1988 foi a frota com maior índice de disponibilidade da superintendência:
| Ano                               | Disponibilidade (%) |
| --------------------------------- | ------------------- |
| 1983                              | 77                  |
| 1984                              | 80                  |
| 1985                              | 84                  |
| 1986                              | 83                  |
| 1987                              | 85                  |
| 1988                              | 93                  |
| 1989                              | 83                  |
| Disponibilidade média (1983-1989) | 83,5 %              |

#### CPTM (1994-2017)
Após assumir trens, linhas e frotas da CBTU, a CPTM rebatizou a Série 431 de Série 1600. Apesar do sucateamento de parte da frota (apenas 65% de toda a frota da CPTM estavam disponíveis para operação em 1996), a CPTM não incluiu a reforma da Série 1600 no Plano Quinquenal de Material Rodante (PQMR I). Ao lado da Série 1400, a Série 1600 passou apenas por revisões gerais contratadas junto às empresas GE (subsidiária GEVISA) e ABB.
Em 2004, dentro do âmbito do PQMR II, foram reformados 7 trens-unidade restantes (da frota original de 40). Apesar de irregularidades, o contrato foi executado, embora 4 trens-unidade tenham sido baixados apenas 6 anos após serem entregues.
| Programa | Série | Trens-unidade | Licitação/contrato | Vencedora                | Situação                                            |
| -------- | ----- | ------------- | ------------------ | ------------------------ | --------------------------------------------------- |
| PQMR II  | 1600  | 7             | nº 848.640.201.101 | Alstom (R$ 7.538.113,35) | Julgado irregular pelo TCE-SP, porém 100% executado |

Os trens foram empregados pela CPTM na extensão operacional da Linha 7 e e na Linha 12 até junho de 2017, quando os últimos remanescentes foram retirados de serviço, sendo substituídos por trens da Série 2000 na Linha 12 e 9500 na Linha 7.
A composição 1601-1612 (azul metropolitano), a última sobrevivente da série, foi cortada em outubro de 2018, após ser vítima de vandalismo no Pátio Jundiaí da CPTM.

### Testes no Rio de Janeiro

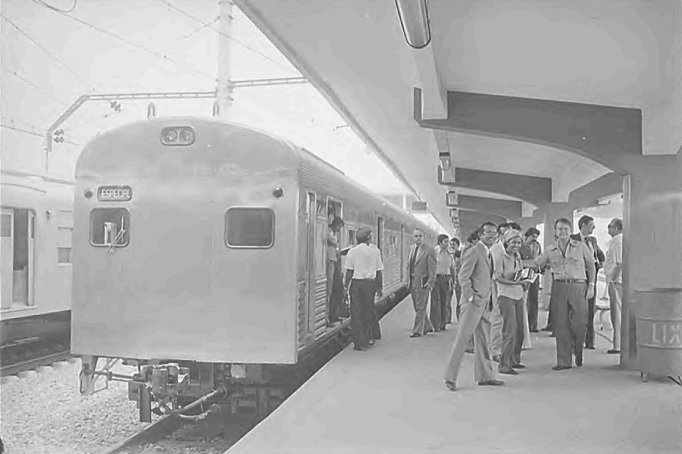
Trem Série 431 estacionado na Estação Barão de Mauá após a primeira viagem na Linha Saracuruna, 1978. Arquivo Nacional.

A crise dos transportes suburbanos da RFFSA no Rio de Janeiro forçou o governo federal a adquirir 150 trens-unidade entre 1976 e 1977. Em 1978 haviam sido entregues apenas parte dos 30 trens da Série 500, importados do Japão. A indústria nacional, responsável pela fabricação dos outros 120 sofria para conseguir cumprir o cronograma, por atrasos nos repasses de recursos. Apenas alguns carros reboques da Série 700 estavam concluídos, faltando carros motores.A RFFSA estudou várias alternativas como o reboque desses carros não motorizados por locomotivas diesel-elétricas e até mesmo o emprego de trens do subúrbio paulista. Assim dois trens-unidade da Série 431 foram enviados em 7 de março de 1978 ao Rio para operação de testes, sendo rebatizados provisoriamente de "Série 600". Por conta da diferença de Gabarito estrutural para os demais trens, os trens Série 431/600 só poderiam operar na Linha Saracuruna. Com sua frente simples de aço inoxidável, foi batizado pela população e mídia de "Marmitão".
Após algum tempo de testes os 20 trens Série 431/600 utilizados no Rio de Janeiro foram reprovados por serem mais altos que as plataformas das estações, mais estreitos e mais altos (impedindo a entrada deles nas oficinas de manutenção) e devolvidos para os subúrbios de São Paulo por volta de 1980 (embora ainda figurassem no Relatório da Companhia Brasileira de Trens Urbanos de 1984 com zero unidades no Rio de Janeiro), quando os primeiros trens das Séries 800 e 900 começaram a ser entregues.

## Acidentes e incidentes
- 17 de fevereiro de 1987 - Acidente ferroviário de Itaquera - Choque entre trens das Série 401 e 431 - causou a morte de 51 pessoas e ferimentos em outras 153;
- 27 de maio de 1988 - Após atraso de trens, vândalos incendeiam trem da Serie 431 estacionado na Estação Artur Alvim, causando a total destruição do trem-unidade e um prejuízo de US$ 10 milhões para a CBTU;[33]

## Na cultura popular
- Trens desativados da série 431 e o pátio Lapa da RFFSA foram usados como cenários do filme Promiscuidade:Os Pivetes de Kátia (1983), de Fauzi Mansur[34];